# Aleksandretta śliwogłowa
Aleksandretta śliwogłowa (Psittacula cyanocephala) – gatunek średniej wielkości ptaka z rodziny papug wschodnich (Psittaculidae). Występuje na Sri Lance, wyspie Rameswaram, w Indiach, na wschód od Rawalpindi w Pakistanie, w Nepalu do Bhutanu i Bengalu Zachodniego. Jej polska nazwa wzięła się od fioletowego koloru głowy samca. Nie wyróżnia się podgatunków (proponowany podgatunek bengalensis nie jest obecnie uznawany).
Cechy gatunkuJest mniejsza od innych aleksandrett. Dymorfizm płciowy jest wyraźny. Zarówno u samca, jak i u samicy, najwięcej jest zielonego. Pierś i brzuch są jasnozielone. Zgięcie skrzydeł bardziej szmaragdowe, a na pokrywach jest fioletowa plamka. Sterówki po stronie zewnętrznej są niebieskie z białymi zakończeniami, od środka szare, także z białymi końcami. Głowa samca jest fioletowo-różowa, z wierzchu bardziej fioletowa, oddzielona od reszty ciała czarnym, cienkim paskiem i turkusową półobrożą. Górna część dzióba jest pomarańczowożółta, dolna – brązowoczarna. Samica jest jednolicie jasnozielona, z szarą głową, brak plamy na pokrywach; górna część dzioba bladożółta, dolna – szara. Młode są podobne do samicy, ale mają cały żółty dziób, zielonkawą głowę, często z szarym odcieniem aż po podbródek, oraz pomarańczowo-szare czoło.
Wymiary

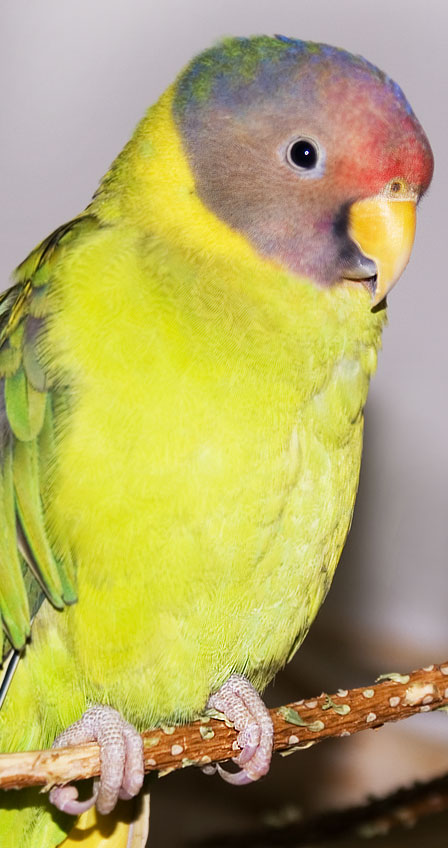
Aleksandretta śliwogłowa w szacie juwenalnej (młodociany)

- długość ciała: do 33 cm, z czego ogon to ok. 20 cm[7].
- długość skrzydła: 126–146 mm[9]
- masa ciała: 66–80 g[8]

BiotopObrzeża lasów graniczących z polami uprawnymi, na wysokości do 1500 m n.p.m.
ZachowanieJest dosyć cicha, a jej głos jest melodyjny. Przebywa w grupach do 15 osobników.
PożywienieOrzechy, nasiona i owoce figi, ziarna, kwiaty i pąki liści.
LęgiDo lęgów wykorzystują dziuple w drzewach. Często gniazdują w koloniach. Składa 3–6 (zwykle 4–5) jaj, o wielkości 25,0×20,4 mm i wysiaduje je przez ok. 23 dni. Pisklęta opuszczają gniazdo po 6–7 tygodniach. Po ok. 14 dniach stają się niezależne od rodziców. Do ok. 2 roku życia są podobne do samic. Ok. 2–3 roku życia można już odróżnić od siebie płci.
ObrączkowanieŚrednica obrączki dla tego gatunku powinna wynosić 5,5–6,0 mm
StatusIUCN uznaje aleksandrettę śliwogłową za gatunek najmniejszej troski (LC – least concern) nieprzerwanie od 1988 roku. Trend liczebności populacji uznaje się za spadkowy.